# Kenzaburō Ōe
Kenzaburō Ōe (大江 健三郎?, Ōe Kenzaburō; Uchiko, 31 gennaio 1935 – Tokyo, 3 marzo 2023) è stato uno scrittore giapponese, premio Nobel per la letteratura nel 1994  per aver creato "un mondo immaginario, dove la vita e il mito si condensano per formare un'immagine sconcertante della situazione umana di oggi". I suoi romanzi, racconti e saggi, fortemente influenzati dalla letteratura francese e americana, trattano questioni politiche, sociali e filosofiche, comprese le armi nucleari, l'energia nucleare, l'anticonformismo sociale e l'esistenzialismo.

## Biografia

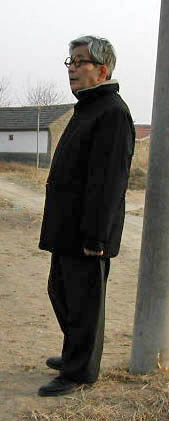
Kenzaburō Ōe nel 2005

Nato a Ōse  (大瀬村?, Ōse-mura), un piccolo villaggio ormai assorbito dalla città di Uchiko (prefettura di Ehime, isola di Shikoku). Terzo figlio di sette figli. La nonna di Ōe gli insegna arte e oratoria. Sua nonna morì nel 1944 e, nello stesso anno, il padre di Ōe morì nella guerra del Pacifico. La madre di Ōe divenne la sua educatrice principale, comprandogli libri come Le avventure di Huckleberry Finn e Il viaggio meraviglioso di Nils Holgersson, il cui impatto, disse Ōe, "lo porterà nella tomba". Ricordava che il suo insegnante di scuola elementare affermava che l'imperatore Hirohito era un dio vivente e gli chiedeva ogni mattina: "Cosa faresti se l'imperatore ti ordinasse di morire?" Ōe rispondeva sempre: "Morirei, signore. Mi taglierei la pancia e morirei". A casa, la sera, a letto, riconosceva la sua riluttanza a morire e si vergognava. Dopo la guerra, si rese conto che gli erano state insegnate bugie e si sentì tradito. Questo senso di tradimento è poi apparso nei suoi scritti.
Ōe ha frequentato il liceo a Matsuyama dal 1951 al 1953. All'età di diciott'anni si trasferì a Tōkyō per studiare letteratura francese, laureandosi nel 1959 con una tesi su Jean-Paul Sartre.

## Carriera
Cominciò a scrivere nel 1957, quando era ancora studente. Il primo lavoro pubblicato fu "Lavish are the Dead", una breve storia ambientata a Tokyo durante l'occupazione americana, che fu pubblicata sulla rivista letteraria Bungakukai.  Una delle sue prime opere, il racconto Animale d'allevamento, pubblicato nel 1958, gli valse il prestigioso Premio Akutagawa. Negli anni seguenti il successo non gli arrise più e le critiche non furono benevole. Nel 1961 scrisse Seventeen e The Death of a Political Youth in cui descriveva l'ambiente del fanatico estremismo nazionalista di destra. Entrambi i libri erano ispirati dalla vicenda del diciassettenne Yamaguchi Otoya, che nell'ottobre 1960 aveva ucciso il presidente del Partito Socialista Giapponese Inejirō Asanuma e si era ucciso in prigione tre settimane più tardi.
Nel 1963 nacque il suo primo figlio, Hikari, affetto da una gravissima lesione cerebrale. Quest’esperienza lasciò una traccia profonda nella sua opera. Con Un'esperienza personale (1964) Ōe descrive la vicenda di un padre che rifiuta la menomazione del figlio e pensa di ucciderlo. Il libro è un atto d'accusa contro i pregiudizi sociali nei confronti dell'handicap. Nel 1967 vinse il Premio Tanizaki con Il grido silenzioso, nel 1973 il Premio Noma e nel 1982 il Premio Yomiuri-bungaku. In quest'opera recupera poeticamente l'esperienza della realtà rurale descrivendo un ritorno al villaggio d'origine del protagonista e la riscoperta delle tradizioni e del folklore originari.  Nella vita reale la lotta di Ōe fu premiata e il figlio Hikari divenne uno dei più noti compositori del Giappone. Nel 1969 vinse il premio letterario Noma con Insegnaci a superare la nostra pazzia. Il titolo cita un verso del famoso poeta inglese W.H. Auden. Profondo conoscitore della letteratura occidentale, Ōe usava spesso richiami più o meno evidenti ad autori stranieri.
Nel 1965 pubblica il libro Note su Hiroshima. 18 anni dopo l'apocalisse del 6 agosto 1945, Ōe si reca per la prima volta a Hiroshima e incontra i sopravvissuti, simbolo di un Giappone liberato dalla follia distruttrice. Incontra il dottor Shigetô, direttore dell'ospedale dei contagiati, e una ragazza che si suicida dopo la morte del suo fidanzato, vittima delle radiazioni; un giornalista che scrive affinché lo stato aiuti gli irradiati dal fallout nucleare e le loro memorie siano raccolte e pubblicate. Ōe analizza le implicazioni morali e politiche dei due bombardamenti atomici; ci consegna il quadro della città devastata, innalza un monumento alla memoria. Nel 2012, dopo un aumento del 20% dei suicidi in Giappone, lancerà un appello antinucleare per ricordare la devastazione che, ancor oggi, il nucleare può procurare.
Nel 1994 vinse il premio Nobel, secondo giapponese dopo Kawabata, che lo aveva vinto nel 1968. In occasione della consegna del premio, pronunciò un discorso il cui titolo richiamava da vicino quello che Kawabata tenne nell'analoga occasione. Se il suo predecessore lo aveva intitolato Il Giappone, la bellezza e io (ovvero: Io e il mio bel Giappone), Ōe scelse come titolo Il Giappone, l'ambiguità ed io (ovvero: Io e il mio ambiguo Giappone). Come Kawabata, giocava sul doppio senso che la frase ha in giapponese, mettendo però in luce l'abissale distanza tra sé e il grande autore "classico" che l'aveva preceduto. Se il mondo di Kawabata era legato a concetti di bellezza e di espressione tradizionali, il mondo di Ōe è molto più moderno, contraddittorio, più severo nei confronti di una società, come quella giapponese, che fatica a fare un riesame critico della sua storia più recente. Nel 1996 gli viene assegnato il Premio Grinzane Cavour.

### Attivismo

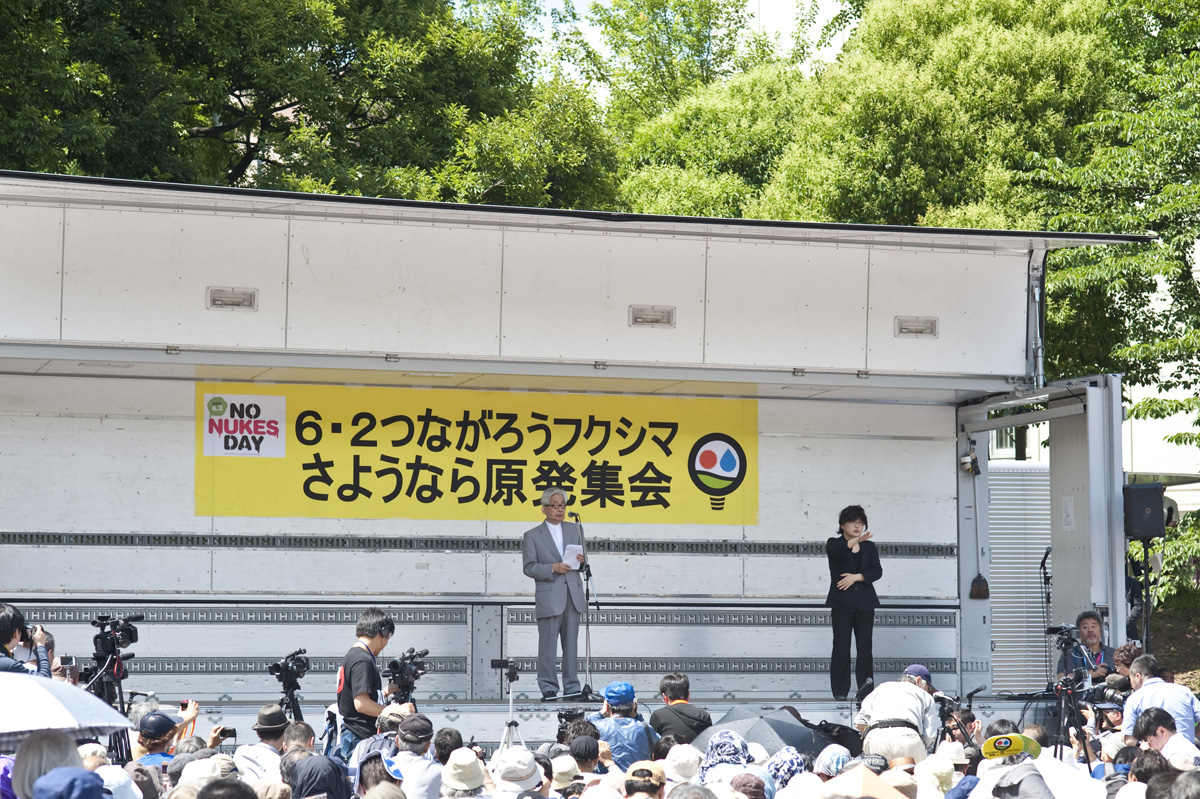
Ōe a una manifestazione antinucleare del 2013 a Tokyo

Ōe è stato coinvolto in diverse campagne pacifiste e antinucleari e ha scritto libri sui bombardamenti atomici di Hiroshima e Nagasaki e sull'Hibakusha. Dopo aver incontrato il famoso attivista antinucleare Noam Chomsky a una cerimonia di laurea ad Harvard, Ōe iniziò la sua corrispondenza con Chomsky inviandogli una copia dei suoi appunti di Okinawa. Pur discutendo anche delle note di Okinawa di Ōe, la risposta di Chomsky includeva una storia della sua infanzia. Chomsky gli scrisse che quando seppe per la prima volta del bombardamento atomico di Hiroshima, non poteva sopportare che fosse celebrato, e andò nei boschi rimanendo lì seduto da solo fino a sera. Ōe in seguito disse in un'intervista: "Ho sempre rispettato Chomsky, ma l'ho rispettato ancora di più dopo che me lo ha detto".  Dopo il disastro nucleare di Fukushima del 2011, esortò il primo ministro Yoshihiko Noda a "fermare i piani per riavviare le centrali nucleari e abbandonare invece l'energia nucleare".  Ōe affermò che il Giappone aveva una "responsabilità etica" di abbandonare l'energia nucleare all'indomani del disastro nucleare di Fukushima, proprio come aveva rinunciato alla guerra secondo la sua Costituzione del dopoguerra. Chiese quindi "l'immediata fine della produzione di energia nucleare, avvertendo che il Giappone subirebbe un'altra catastrofe nucleare se tentasse di riprendere le operazioni delle centrali nucleari". Nel 2013 organizzò una manifestazione di massa a Tokyo contro il nucleare. Ōe ha anche criticato i tentativi di modificare l'articolo 9 della Costituzione del Giappone, che rinuncia per sempre alla guerra.
Molti dei suoi scritti sono stati tradotti in inglese, francese, tedesco, russo, cinese, italiano, spagnolo ed altre lingue.
È deceduto all’età di 88 anni nelle prime ore del 3 marzo 2023. La notizia della sua morte è stata divulgata dalla famiglia solamente il 13 marzo in modo da poter celebrare in via privata il funerale.

## Vita privata
Si è sposato nel febbraio 1960. Sua moglie, Yukari, era figlia del regista Mansaku Itami e sorella del regista Jūzō Itami. Lo stesso anno incontrò Mao Zedong durante un viaggio in Cina. Andò anche in Russia e in Europa l'anno successivo, visitando Sartre a Parigi.
Viveva a Tokyo e aveva tre figli. Nel 1963, suo figlio maggiore, Hikari, nacque con un'ernia cerebrale. Inizialmente ha lottato per accettare le condizioni di suo figlio, che richiedevano un intervento chirurgico che lo avrebbe lasciato con difficoltà di apprendimento per tutta la vita. Hikari visse con Kenzaburō e Yukari fino alla mezza età, e spesso componeva musica nella stessa stanza in cui suo padre stava scrivendo.

## Onorificenze
- Premio Akutagawa, 1958.
- Premio letterario Shinchosha, 1964.
- Premio Tanizaki, 1967.
- Premio Noma, 1973.
- Premio Yomiuri, 1982.
- Premio Jiro Osaragi ( Asahi Shimbun ), 1983.
- Premio Nobel per la Letteratura, 1994.
- Ordine della Cultura, 1994 – rifiutato.
- Legion d'Onore, 2002.

Nel 2006 è stato istituito il Premio Kenzaburō Ōe per promuovere i romanzi letterari giapponesi pubblicati nell'ultimo anno. L'opera vincitrice è selezionata esclusivamente da Ōe. Il vincitore non riceve alcun premio in denaro, ma il romanzo è tradotto in altre lingue.

## Opere

### Romanzi
- L'animale d'allevamento (飼育 Shiiku, 1957)
- Memushiri kōchi (芽むしり仔撃ち lett. "Strappa il germoglio, spara al bambino", 1958)[11]
- Seventeen (セヴンティーン Sevuntīn, 1961)
- Morte di un giovane militante (政治少年死す Seiji syōnen shisu, 1961)
- Aghwee il mostro celeste (空の怪物アグイー Sora no kaibutsu Aguii, 1964)
- Un'esperienza personale (個人的な体験, Kojinteki na taiken, 1964); trad. it. Nicoletta Spadavecchia, Garzanti, Milano 1996, ISBN 88-11-66153-6.
- Il grido silenzioso (万延元年のフットボール Man'en gan'nen no futtobōru, 1967); letteralmente "Football americano nel primo anno dell'era Man'en", romanzo, 1967); ed. it. a cura di Mara Muzzarelli, trad. Nicoletta Spadavecchia, Garzanti, Milano, 1987, ISBN 88-11-66756-9.
- Il giorno in cui lui mi asciugherà le lacrime (みずから我が涙をぬぐいたまう日 Mizukara waga namida wo nuguitamau hi, 1972)
- Kōzui wa waga tamashii ni oyobi (洪水はわが魂に及び, 1973)
- Pinchiran'nā chōsho (lett. "Memorie di un velocista", 1976)[11]
- Pinchi ran'nā chōsho (ピンチランナー調書, 1976)
- Dojidai gemu (同時代ゲーム, 1979)
- Dōjidai gemu ("Il gioco della contemporaneità", 1979)[11]
- Atarashii hito yo, mezameyo (新しい人よ眼ざめよ, 1983)
- M/T to mori no fushigi no monogatari (M/Tと森のフシギの物語, "Lettere agli anni della nostalgia", 1986)[11]
- Gli anni della nostalgia (懐かしい年への手紙 Natsukashii toshi e no tegami, lett. "Lettere agli anni della nostalgia", 1987), trad. Emanuele Ciccarella, Garzanti, Milano, 1997, ISBN 88-11-68503-6.
- Kirupu no gundan (キルプの軍団, 1988)
- L'eco del paradiso (Jinsei no shinseki 人生の親戚, 1989); trad. it. Gianluca Coci, Garzanti, Milano 2015.
- Chiryou tou (治療塔, 1990)
- Shizuka na seikatsu (静かな生活, "Un'esistenza tranquilla" 1990)[11]
- Trilogia Moeagaru midori no ki (lett. "Il verde albero in fiamme")
  - Sukuinushi ga nagurareru made ( 「救い主」が殴られるまで, "E il Salvatore sarà percosso", 1993)[11]
  - Vashirēshon (揺れ動く (ヴァシレーション), "Vacillation", 1994)[11]
  - Ōinaru hi ni ( 大いなる日に, "Nel grande giorno", 1995)[11]
- Il salto mortale (宙返り Chūgaeri, 1999); trad. it. Gianluca Coci, Garzanti
- Il bambino scambiato (取り替え子 (チェンジリング) Torikae ko (Chenjiringu), 2000); trad. it. Gianluca Coci, Garzanti, Milano 2013.
- Sayōnara, watashi no hon yo! (さようなら、私の本よ!, 2005)
- La vergine eterna (臈たしアナベル・リイ 総毛立ちつ身まかりつ Routashi Anaberu Riī souke dachitu mimakaritu, 2007); trad. it. Gianluca Coci, Garzanti, Milano, 2011.
- La foresta d'acqua (Suishi 水死, 2009), trad. it. Gianluca Coci, Garzanti. Milano, 2019.

### Racconti
- Kimyō na shigoto ("Uno strano lavoro", 1957)[11]
- Shisha no ogori ("L'orgoglio dei morti", 1957)[11]
- Animale d'allevamento (Shiiku, letteralmente "Allevamento", 1958), trad. Nicoletta Spadavecchia, in Insegnaci a superare la nostra pazzia, cit.
- Ningen no hitsuji ("La pecora degli esseri umani", 1958)[11]
- Koko yori hoka no basho ("Da qualche parte altrove", 1959)[11]
- Il fratello minore dell'eroico guerriero (Yūkan na heishi no otōto, 1960)
- Seventeen (Sebuntiin, 1961)
- Morte di un giovane militante (Seiji shōnen shisu, 1961)
- Sakebigoe ("L'urlo", 1963)[11]
- Aghwee, il mostro celeste (Sora no kaibutsu Aguii, 1964), trad. Nicoletta Spadavecchia, in Insegnaci a superare la nostra pazzia, cit.
- Insegnaci a superare la nostra pazzia (Warera no kyōki o ikinobiru michi o oshieyo, 1969), trad. Nicoletta Spadavecchia, Garzanti, Milano, 1992, ISBN 88-11-66650-3.
- Kōzui wa waga tamashii ni yobi ("Le acque hanno invaso la mia anima", 1973)[11]
- Talvolta il cuore della tartaruga (Ume no chiri, 1982)
- Rein Tree (Rein Tsurī) o kiku onnatachi ("Donne che ascoltano l'Albero della Pioggia'", 1982)[11]
- Come si uccide un albero? (Ika ni ki o korosu ka, 1984)
- Il figlio dell'imperatore (raccolta di racconti contenente: Seventeen, Morte di un giovane militante, Io e il mio ambiguo Giappone, 1997), trad. Michela Morresi, Marsilio, Venezia, 1997.

### Altro
- Note su Hiroshima (Hiroshima nōto, 1965), trad. it. Gianluca Coci, Alet, Padova, 2008, ISBN 978-88-7520-050-3.
- Forza immaginativa dell'era nucleare (Kakujidai no sozōryoku, raccolta di testi di conferenze, 1970).
- Appunti di Okinawa (Okinawa nōto, raccolta di appunti, 1970).[11]
- Il giorno in cui lui mi asciugherà le lacrime (Mizukara waga namida o nugui tamau hi, 1972), trad. Nicoletta Spadavecchia, in Insegnaci a superare la nostra pazzia, cit.
- Il dopoguerra da me vissuto come contemporaneo (Dōjidai to shite no sengo, saggio, 1973).[11]
- Il metodo del romanzo (Shōsetsu no hōhō, saggio, 1978).[11]
- Raccolta di storie grottesche moderne (Gendai denkishu, 1980).[11]
- Atarashii hito yo mezameyo ("Svegliati, giovane della nuova era", testo per il Convegno del PEN Club su "La Letteratura nell'epoca nucleare: perché scriviamo", 1983).[11]
- Atarashii Bungaku no tame ni (saggio, "Per una Nuova Letteratura", 1988).[11]
- Saigo no shōsetsu (saggio, "L'ultimo romanzo", 1988).[11]
- Ieri 50 anni fa (carteggio con Günter Grass, 1991), trad. Maria Luisa Cantarelli e Mariko Muramatsu, Archinto, Milano, 1997.
- Una famiglia (Kaifuku suru kazoku, letteralmente "Una famiglia guaritrice" raccolta articoli apparsi sulla rivista «Sawarabi», 1995), trad. Elena Dal Prà, Mondadori, Milano, 1997.
- La nobile tradizione del dissenso (con Susan Sontag), trad. Paolo Dilonardo, Archinto, Milano, 2005.
- Il salto mortale (Chūgaeri, 1999), trad. Gianluca Coci, Garzanti, Milano, 2006, ISBN 88-11-66589-2.
- Il bambino scambiato (Chenjiringu) 2000), trad. Gianluca Coci, Garzanti, Milano, 2013.
- La vergine eterna (Rōtashi Anaberu Rii sōkedachitsu mimakaritsu, lett. "Raggelando e uccidendo la mia bella Annabel Lee", 2007), trad. Gianluca Coci, Garzanti, Milano, 2011, ISBN 978-88-11-68378-0.